# Alphonse Julen
Alphonse Julen, né le 20 février 1899 à Zermatt et mort en mai 1988 dans la même ville, est un patrouilleur militaire et fondeur suisse.
Alphonse Julen participe aux Jeux olympiques d'hiver de 1924, organisés à Chamonix en France. Il est premier de la patrouille militaire avec son frère Antoine Julen ainsi que Alfred Aufdenblatten et Denis Vaucher. Il prend également part aux Jeux olympiques d'hiver de 1928 à Saint-Moritz en Suisse où il commence l'épreuve de ski de fond de 18 kilomètres mais ne termine pas la course et participe à la troisième place de la Suisse lors de la patrouille militaire, alors sport de démonstration.